# Martin Bashir

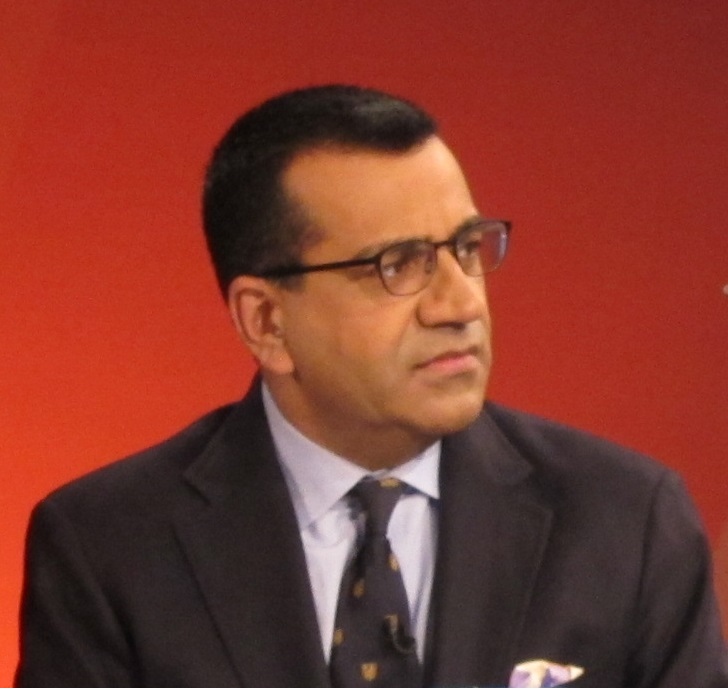
Bashir, 2012

Martin Bashir (ur. 19 stycznia 1963 w Londynie) – brytyjski dziennikarz.

## Życiorys
Jego rodzina pochodzi z Pakistanu.
Przeprowadził wywiad z księżną Dianą, który został wyemitowany w listopadzie 1995 w programie Panorama w BBC. Księżna m.in. zwierzyła się Bashirowi ze swoich problemów małżeńskich (skomentowała związek Karola i Kamili oraz przyznała się do romansu z Jamesem Hewittem), podważyła kompetencje Karola do sprawowania królewskiej władzy i nakreśliła swoje plany na przyszłość. Program obejrzało 23 mln telewidzów.
Przyznał się do tego, iż celowo przedstawił w złym świetle Michaela Jacksona w filmie Living with Michael Jackson.
Jest korespondentem redakcji programu 20/20.